# Kiss from a Rose
«Kiss from a Rose» es una canción del segundo álbum del cantante británico Seal. La canción fue lanzada como un sencillo en julio de 1994 y relanzada en 1995, siendo incluida en la banda sonora de Batman Forever, lo que la ayudó a encabezar las listas musicales en Estados Unidos y Australia. En la 38.ª edición de los Grammy en 1996, ganó los premios grabación del año, canción del año y mejor interpretación vocal pop masculina. También incluida en el episodio 9 de la tercera temporada de la serie Ray Donovan . En el 2021 fue incluida en la banda sonora de Fuerza Trueno.

## Antecedentes
Editado en la banda sonora de la película Batman Forever (1995). Originalmente estaba ideado para acompañar una escena de amor entre Bruce Wayne y la doctora Chase Meridian, pero al final terminó en los créditos de la película.
El sencillo, el segundo sacado de la película, llegó a lo más alto del Billboard Hot 100 durante una semana en agosto de 1995.[cita requerida] Ganó dos Premios Grammy en las categorías "Canción del año" y "Grabación del año".[cita requerida] Fue además nominado en los MTV Movie Awards en 1996.[cita requerida]
Se rumoreó que Kiss from a Rose habla sobre el uso y consumo de la cocaína. Algunas líneas como "And did you know, that when it snows, my eyes becomed wide and... the more I get of you the stranger it feels" ("sabías que cuando nieva mis ojos se ensanchan y que cuanto más tengo de ti más extraño me siento") pueden hacer referencia al color y efectos que tienen las drogas. Esto ha sido ampliamente discutido por otros para defender que simplemente habla del puro amor entre un hombre y una mujer, similar al concepto de la historia de La Bella y la Bestia.[cita requerida]

## Video musical
Fueron producidas dos versiones del video musical:
- La versión original se emplaza en un estudio fotográfico y fue dirigida por Matthew Rolston. El video musical está inspirado en la película Blow-Up de 1966.
- La segunda versión fue dirigida por el director Joel Schumacher y tiene a Seal interpretando la canción con la Bati-señal de fondo, intercalando escenas de la película Batman Forever. El director de fotografía de esta versión fue Neil Abramson.

## Otras versiones
El cuarteto Northern Kings incluyó una versión de este tema en su álbum Rethroned de 2008. El trío irlandés Trinidi y la artista japonesa Angela Aki han grabado versiones de la canción. Jack Black tocó una versión de Kiss from a Rose en un especial del programa estadounidense American Idol en 2007. Existe una versión interpretada por la famosa cantante de los años 70, Tina Charles, del año 2010. Otra versión de la cantante británica galesa Katherine Jenkins está incluida en su álbum Rejoice de 2007.
- Datos: Q385974